# Agroterrorismus
Agroterrorismus (engl. agro-terrorism oder agri-terrorism) ist eine terroristische Taktik.  Die Federal Emergency Management Agency, eine Krisenkoordinationsbehörde der Bundesregierung der Vereinigten Staaten, definiert Agroterrorismus als „mutwillige Verbreitung von Krankheiten durch den Viehbestand.“
Das bisher einzige Vorkommnis dieser Art beging eine Sekte im Jahre 1984, als sie in Oregon die Salatbestände mehrerer Restaurants vergiftete. Tommy Thompson, der im Jahre 2004 zurückgetretene Gesundheitsminister der Vereinigten Staaten, warnte in seiner Abschiedsrede vor den großen Sicherheitsrisiken des Agroterrorismus. Die Befürchtungen der Bundesregierung der USA richten sich vor allem auf den geringen Aufwand und die möglicherweise verheerenden gesundheitlichen und direkten sowie volkswirtschaftlichen Schäden, die ein Anschlag auf die Landwirtschaft haben könnte.